# Engilin
Der Gau Engilin erstreckte sich im Thüringer Becken zu beiden Seiten der mittleren wie der unteren Unstrut am Südabhang der Gebirgszüge Hainleite, Schmücke und Finne über Memleben bis nahe Naumburg an der Unstrut im südlichen Sachsen-Anhalt. 
Der Landschaftsbezeichnung Engili wurde 772 erstmals erwähnt. Auch die Bezeichnungen Engilin (932), Englehem und Englide (um 802) weisen ein hohes Alter auf. Benannt wurde der Gau nach den Angeln, die in einer Wandergemeinschaft mit den Warnen in diese Region zogen und sich an beiden Ufern der mittleren und südlich der unteren Unstrut als Kolonisten ansiedelten. Die Warnen siedelten im östlich liegenden Gau Werinofeld. Die näheren Umstände der Besiedlung sind unter Historikern umstritten.
Auf die Anwesenheit von Angeln und Warnen in Thüringen verweist auch die Lex Angliorum et Werinorum hoc est Thuringorum, die Karl der Große um 802/803 aufzeichnen ließ.
Der Wortstamm in den Namen einiger noch heute bestehender Dörfer und Ortsteile, wie Holzengel, Feldengel, Kirchengel oder Westerengel sowie die Engelhöhe bei Großenehrich im Kyffhäuserkreis, geht auf diese Siedler zurück.
Siehe auch
- Liste mittelalterlicher Gaue